# 王越 (明朝)
王越（1426年12月3日—1499年1月12日），字世昌，直隸大名府濬縣（今河南省浚縣）人，明朝政治人物，景泰辛未進士，官至兵部尚書。封威寧伯。

## 生平
景泰元年（1450年）庚午科順天鄉試第三名舉人，景泰二年（1451年）聯捷辛未科進士，授監察御史，出按陝西。父親去世時，王越因為不等待繼任者來接任就回鄉，被都御史彈劾，得到景帝寬免。天順初年，啟用掌管道章奏，拜為山東按察使。天順七年（1463年），大同巡撫都御史韓雍召還，明英宗感歎繼任人選難覓，大學士李賢遂舉薦王越，英宗召見，晋為右副都御史赴任。方行即遭母喪，奪情視事。王越到任後，修繕器甲，精簡兵卒，減課勸商。成化三年（1467年），撫寧侯朱永征毛里孩，王越贊理軍務，同年秋，兼任宣府巡撫。
成化五年（1469年），蒙古軍侵犯河套地區，延綏巡撫王銳求援，王越率軍趕赴，在榆林，派遣游擊將軍許寧出西路龍州、鎮靖諸堡，范瑾出東路神木、鎮羌諸堡，而自己與中官秦剛守榆林城為聲援。各路部隊均獲勝，敵軍撤退。次年，歸程途中抵達偏頭關，延綏告警。兵部彈劾其擅自撤兵，明憲宗下詔不降罪，命其趕赴延綏為援，隨後破軍。后晉升爲右副都御史，之後與朱永共同討伐阿羅出，在開荒川獲勝，之後論功升至右都御史。成化六年，加總督軍務，負責西方戰事，之後與敵軍交戰。成化七年，遣侍郎葉盛至軍商議，當時明軍疲勞，請求休兵，與葉盛歸還。廷臣認為河套地區不平，三邊終無寧日。當時雖然派遣八萬部隊，但將權不一，迄無成功，宜專遣大將調度。於是拜武靖侯趙輔為平虜將軍，敕陝西、寧夏、延綏三鎮兵皆受節制，王越總督軍務。但戰事不利，王越、趙輔紛紛上書蒙古勢力強大，必須調遣至少精兵十五萬，否則應當退到內地。當時科道紛紛彈劾兩人欺謾，恰逢趙輔得病召還，命寧晉伯劉聚代任。
成化七年，王越與劉聚在溫天嶺擊敗蒙古軍，晉升爲左都御史。當時明朝三次調換大將，但都以王越總督軍務。經過數次戰鬥蒙古軍決定大舉進攻。同年九月，滿都魯及孛羅忽、癿加思蘭留妻子老弱於紅鹽池，大舉深入，直抵秦州、安定。王越則繞道率延綏總兵官許寧、游擊將軍周玉各將五千騎為左右哨，出榆林，逾紅兒山，涉白鹽灘，進攻其後方，并大獲全勝。滿都魯等因喪失妻子畜產，自此不敢再居河套地區，西陲從此數年安定。
成化十年，廷議設總制府於固原，舉定西侯蔣琬為總兵官，王越提督軍務，控制延綏、寧夏、甘肅三邊，總兵、巡撫均聽從其節制。后下詔罷免蔣琬，以王越代任，至此三邊設總制。后論功加封為太子少保。當時紀功郎中張謹、兵科給事中郭鏜等彈劾其濫殺冒功，王越方自以功大賞薄，遂怏怏，稱疾還朝。次年與左都御史李賓同掌都察院事，兼督十二團營。汪直掌管西廠用事，與王越結交。王越在朝廷上遇到大學士劉吉、劉珝，稱「汪直行事亦甚公。如黃賜專權納賂，非直不能去。商、萬在事久，是非多有所忌憚。二公入閣幾日，何亦為此？」劉珝則答道「吾輩所言，非為身謀。使值行事皆公，朝廷置公卿大夫何為？」王越不能回答。
兵部尚書項忠罷免，王越應當升遷，但朝廷卻授予陝西巡撫子俊，王越感到不平，請解營務，優詔不許，御史自陳屢次戰功，被以前兵部尚書白圭壓下，乞求加官行賞。余子俊亦稱王越賞不酬功，於是王越進兵部尚書，仍掌都察院事，加太子太保，封威寧伯。明年，寇犯延綏，王越調兵援助，頗有斬獲，后因調兵與汪直結怨。次年，下詔奪爵除名，謫居安陸，三子以功蔭得官者，皆削籍。弘治七年，尚書訟冤，詔復左都御史，致仕。給事中季源、御史王一言交章論。弘治十年，達延汗寇犯甘肅，廷議復設總制官，先後會舉七人。吏部尚書屠滽舉薦王越，於是王越恢復原職，加封太子太保，總制甘、涼邊務兼巡撫。王越言甘鎮兵弱，非用延、寧兩鎮兵難以克敵，后请兼制兩鎮。次年分兵进攻获胜。后加少保，兼太子太傅。之后朝廷制置哈密事宜。恰逢李廣得罪死，后连坐至王越。王越聞憂恨，同年冬卒於甘州。贈太傅，謚襄敏。弘治十二年，新科进士王阳明奉旨送王越灵柩回浚县安葬，奉工部委派监督营造王越的坟墓。浚县流传有王阳明梦中得王越宝剑的传说。

## 轶事
《菽園雜記》載王越之父墓葬被盜掘之事。